# Selbstbildnis zwischen Uhr und Bett
Selbstbildnis zwischen Uhr und Bett (auch in der Schreibweise Selbstbildnis – Zwischen Uhr und Bett, norwegisch Selvportrett. Mellom klokken og sengen) ist ein Gemälde des norwegischen Malers Edvard Munch, das zwischen 1940 und 1943 entstand. Das Bild wird im Munch-Museum Oslo ausgestellt. Es gehört zu den letzten Hauptwerken des Malers, der 1944 verstarb, und steht in einer Reihe von Selbstbildnissen, mit denen der zurückgezogen lebende Munch in seinem Spätwerk Alter, Krankheit und den nahenden Tod erforscht hat. Die Standuhr und das Bett, zwischen denen sich der alte Maler in Frontalansicht porträtiert hat, werden als Symbole für den Tod gedeutet.

## Bildbeschreibung
Leicht links neben der vertikalen Bildachse des hochformatigen Bildes steht eine männliche Figur frontal dem Betrachter zugewandt. Øystein Ustvedt beschreibt sie als „dünnen, vertikalen Pfahl“, Hans Dieter Huber als „dünn und abgemagert“, „starr und steif“, Reinhold Heller als „hochgewachsen und hager“, einen „geschrumpften, gealterten Körper“ in „einem schlecht sitzenden Anzug“, Matthias Arnold als „klapprigen Greis“ mit laut Anni Carlsson „hängenden Armen“ in einem blauen Jackett. Große, rote Farbflecken verdecken die Ohren, als höre die Figur nicht mehr gut, die Augen sind dunkel und erloschen, der Blick in eine unbestimmte Ferne gerichtet. Für Arnold wirkt die Figur „nahezu blind“. Der Mund ist missmutig nach unten verzogen. Ansonsten scheint sie emotionslos.
Die Figur steht auf der Schwelle zwischen zwei Zimmern. In ihrem Rücken ist durch die geöffnete Tür ein gelb beleuchtetes, warmes und belebt wirkendes Wohnzimmer zu sehen. Eine weitere Tür verweist auf ein dunkles drittes Zimmer. Die vielen Bilder an den Wänden könnten auch für ein Atelier sprechen. Im Vordergrund befindet sich ein kühles, graublaues Schlafzimmer, das im Schatten liegt. Links neben der Figur ragt eine große Standuhr auf. Sie hat keine Zeiger und einen sonnenfarbenen Fleck anstelle des Ziffernblatts. In der rechten Bildhälfte steht ein lackiertes Eisenbett. Die Bettdecke zeigt ein auffälliges, modernes Muster mit roten und schwarzen Strichen, die ein rautenartiges Zentrum bilden, das Huber an eine Sonne und ihre Strahlen erinnert. Ustvedt beschreibt es als „abgegrenztes abstraktes Bild im Bild“. Die geometrischen Streifen und das Weiß des Bettes bildet einen starken farblichen Kontrast zu den ansonsten bestimmenden harmonischen Mustern aus leuchtenden Blau-, Gelb- und Grüntönen. Die Malweise beschreibt Arnold als „schütter und ungelenk“.
Am rechten Bildrand hängt über dem Bett ein Frauenakt, den Arnold als Munchs Gemälde Krotkaja identifiziert. Ustvedt beschreibt es als „spiegelverkehrte Ausgabe“. Das Modell ist Birgit Prestøe, eines von Munchs späten Lieblingsmodellen. Der Titel des Bildes verweist auf Dostojewskis Erzählung Die Sanfte, in der eine junge Frau am Ende Suizid begeht.

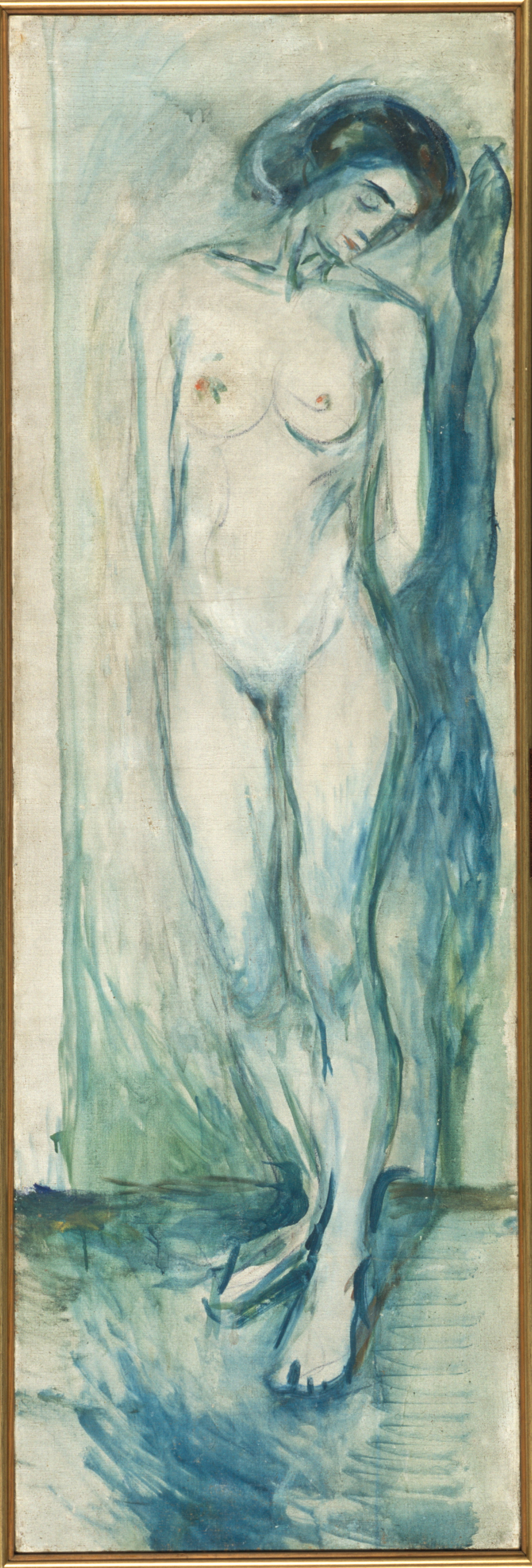
Krotkaja (1927–29), Öl auf Leinwand, 177,5 × 58,5 cm, Munch-Museum Oslo

## Interpretation
„Ein alter Mann am Ende des Lebens.“ So fasst Øystein Ustvedt den Bildinhalt zusammen. Uhr und Bett wurden von vielen Interpreten als Symbole des Todes interpretiert. Laut Matthias Arnold steht Munch in dem Bild zwischen einer Standuhr, die an einen Sarg erinnert, und dem Bett, in dem er einmal sterben wird. Für Reinhold Heller zählt die Uhr die Stunden, die dem Maler in seinem Leben noch bleiben. Hans Dieter Huber hingegen liest aus den fehlenden Zeigern ab, dass die Zeit für Munch bereits stillsteht. Er steht nicht nur auf der Schwelle zwischen zwei Zimmern, sondern „auf der Schwelle zwischen Tag und Nacht, Leben und Tod.“
Auch der Betrachter befindet sich laut Ustvedt in einem „Grenzgebiet“. Er blickt in ein unbekanntes, unzugängliches weiteres Zimmer, dessen Einrichtung er nur erahnen kann. Aus dem hell erleuchteten Zimmer scheint noch Munchs vergangenes Leben, das laut Nic. Stang „tragisch und reich“ gewesen sei. Auch der Frauenakt über dem Bett künde davon. Für Arnold kündet er eher von Munchs lebenslangem „Leiden am Weibe“. Der Maler ruhe im dunklen Schlafzimmer nicht nur vom Tagwerk im Atelier aus, sondern von seinem Lebenswerk. Heller sieht die Bilder des Malers im Hintergrund alles überragen und damit eine Brücke von der Trauer zur Freude, vom Tod zum neuen Leben schlagen. Stang verweist auf das Kreuz, das sich in Munchs Schatten bildet – ganz wie viele Jahre zuvor in Nacht in Saint-Cloud. Der greise Maler strahlt für ihn Majestät aus. Munch trete dem Tod entgegen „in harmonischer Einsamkeit in der selbstbeschützenden Lebensform, die er sich in Ekely aufgebaut hatte.“

## Werkkontext: Selbstbildnisse in Munchs Spätwerk
In der radikalen Subjektivität der Kunst von Edvard Munch und dem starken Bezug auf eigene Erlebnisse und Erfahrungen haben Selbstbildnisse durchgängig eine wichtige Rolle gespielt. In ihnen stellte er seine künstlerischen Anfänge ebenso dar wie den Bezug zu Liebe, Kunst und Tod. Schließlich inszenierte er sich gar als neuer Marat (siehe Marats Tod). Sie sind laut Ulrich Bischoff ein „schonungsloses Instrument der Selbstbefragung“ von den Anfängen bis buchstäblich zum letzten Atemzug. In ihrer Bedeutung sind sie mit Munchs Hauptwerken auf eine Stufe zu stellen. Nach der Jahrhundertwende wandeln sich Munchs Selbstbildnisse und sind laut Arne Eggum nicht länger psychologische Porträts, die auf dem Studium des eigenen Äußeren im Spiegel basieren. Munch konnte nun auf Fotografien zurückgreifen, die er mit Selbstauslöser anfertigte, was ihm eine größere Freiheit bei der Bildgestaltung gab. Die Selbstbildnisse wirken nun dynamischer und uninszeniert.

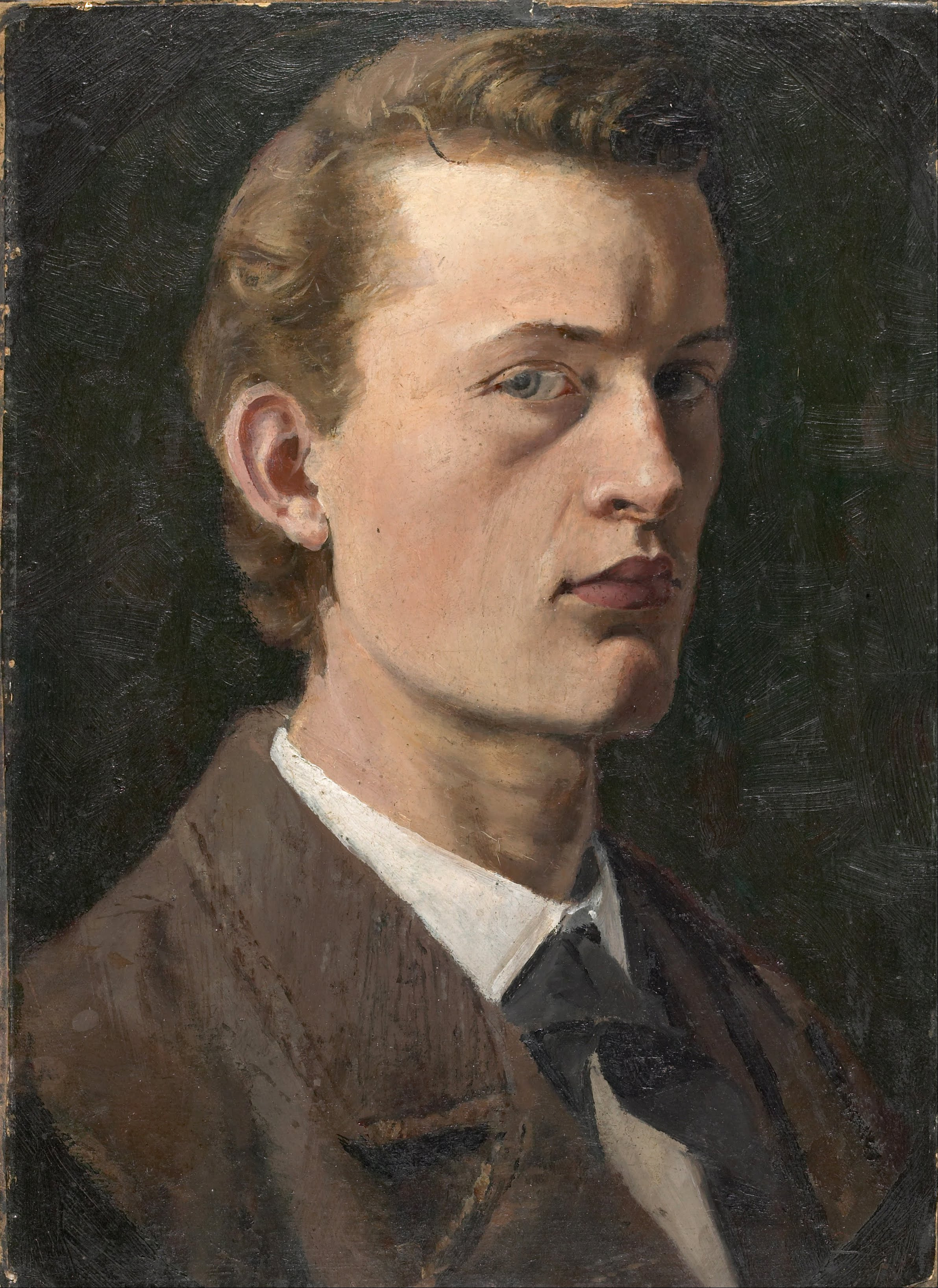
Selbstbildnis (1882), Öl auf Leinwand, 26 × 19 cm, Munch-Museum Oslo
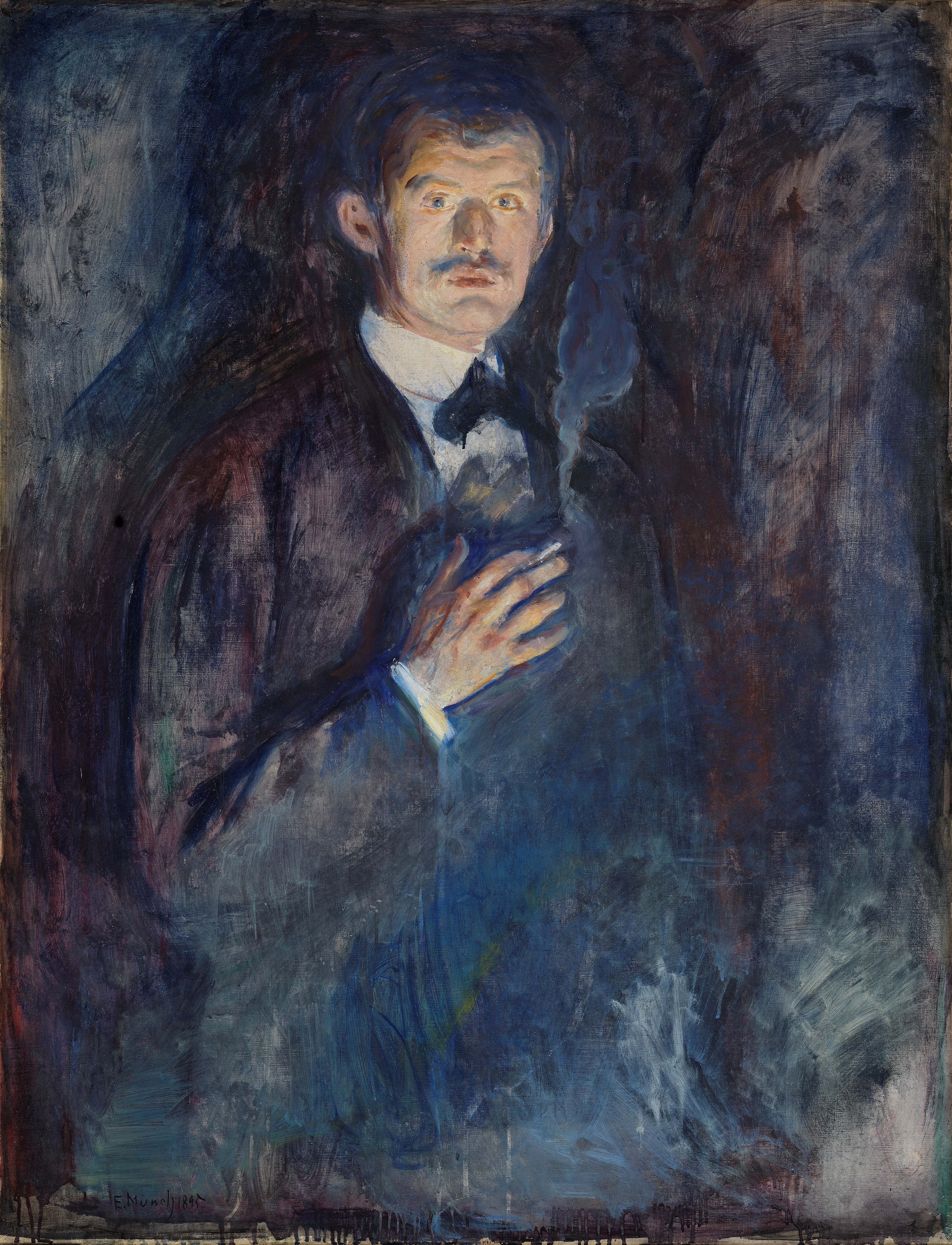
Selbstbildnis mit Zigarette (1895), Öl auf Leinwand, 110,5 × 85,5 cm, Norwegische Nationalgalerie Oslo
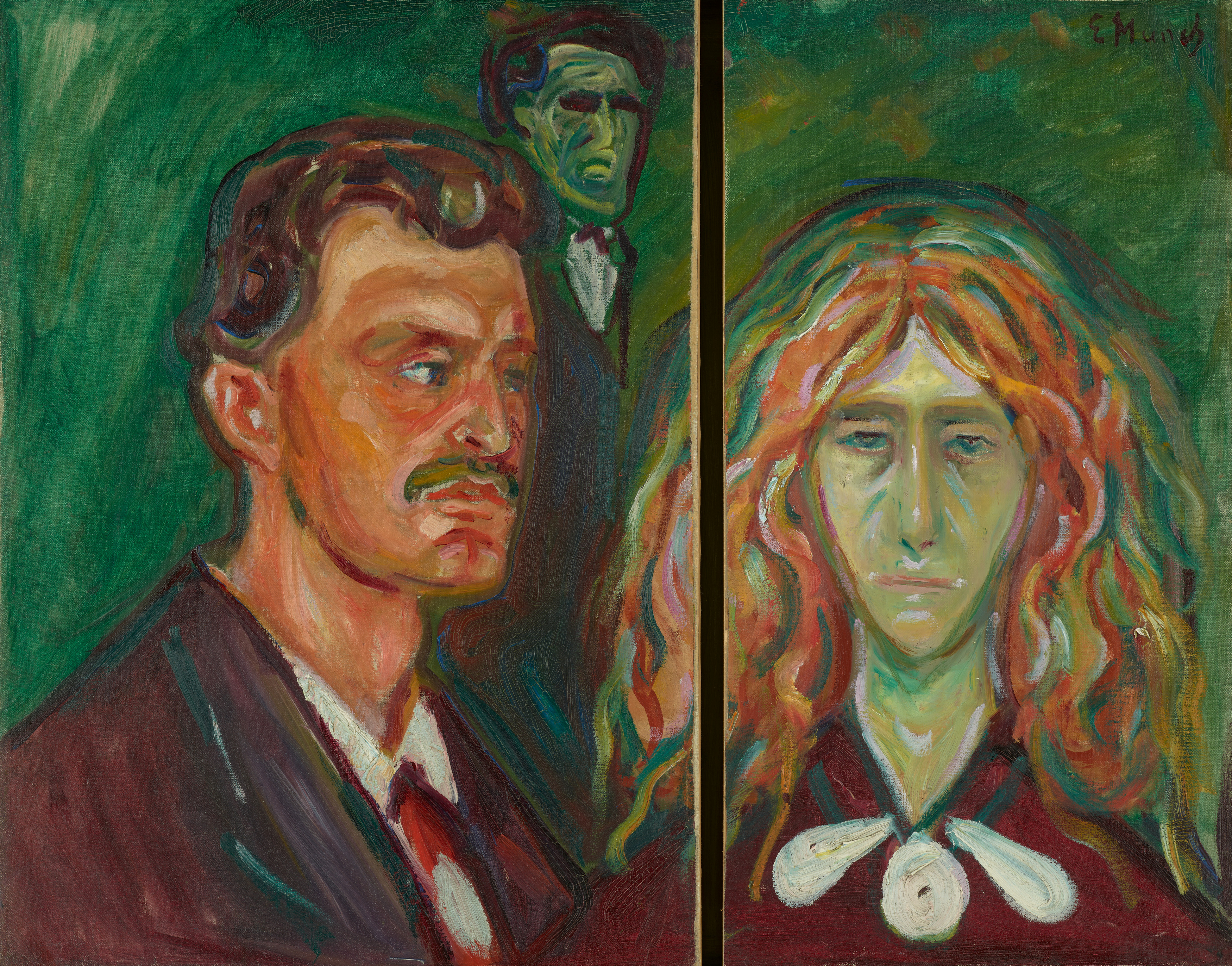
Selbstporträt mit Tulla Larsen (1905), Öl auf Leinwand, 64 × 45,5 und 62 × 33 cm, Munch-Museum Oslo
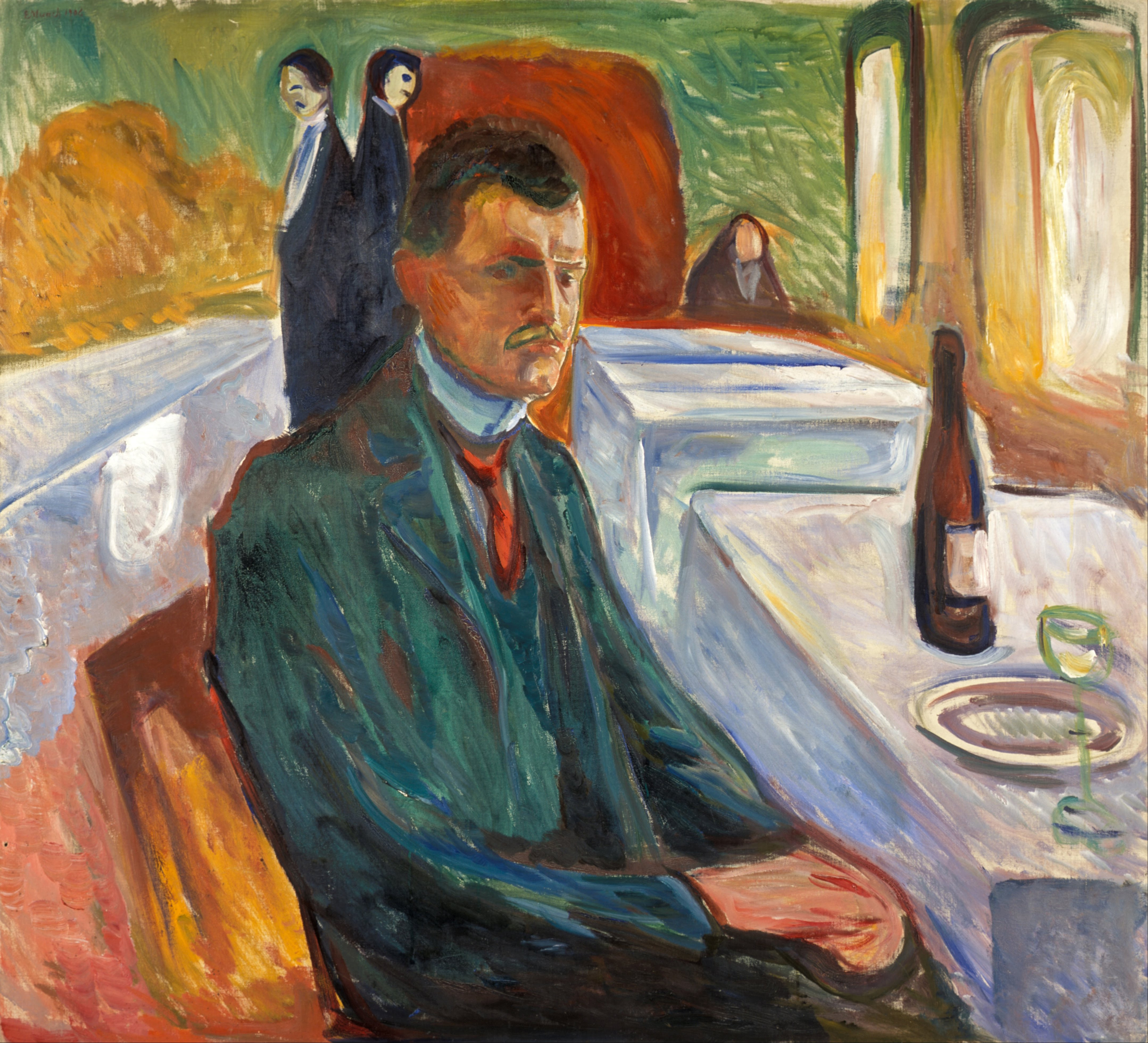
Selbstbildnis mit Weinflasche (1906), Öl auf Leinwand, 110,0 × 120,0 cm, Munch-Museum Oslo
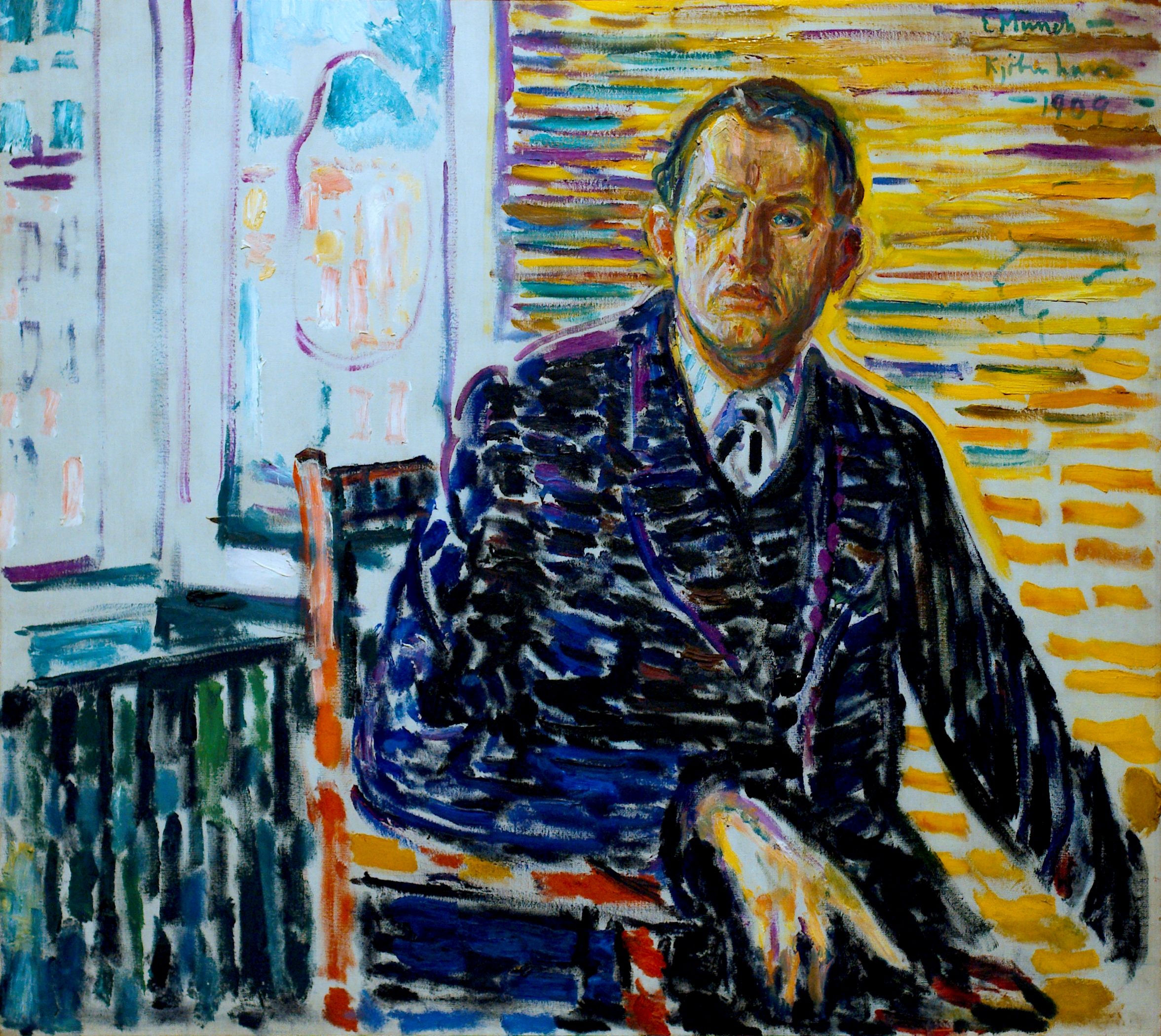
Selbstporträt in der Klinik (1909), Öl auf Leinwand, 100 × 110 cm, Kunstmuseum Bergen

Nach einem mehrmonatigen Aufenthalt im Kopenhagener Sanatorium von Daniel Jacobson, einem dänischen Psychiater und Nervenarzt, kehrte Munch 1909 wieder nach Norwegen zurück und zog sich stark von der Öffentlichkeit zurück. Von 1916 an lebte er in Ekely. Mit seinem Rückzug einher geht die stärkere Beschäftigung Munchs mit sich selbst und seinem Körper, den er laut Eggum „in schwindelerregender Häufigkeit“ zu malen und zeichnen begann. Allerdings wirke Munchs Selbstbezogenheit auf den Betrachter nicht aufdringlich, da er sehr nüchtern registriert habe, häufig auch mit einem Schuss Selbstironie. So unterscheide ihn von anderen Künstlern, „daß er sich ohne jede Form von Sentimentalität mit gewaltiger Stärke als krank, bemitleidenswert und einsam darstellt.“ „Mühsamste Selbstbehauptung gegenüber Krankheit“ stellt laut Bischoff das Selbstbildnis mit Spanischer Grippe von 1919 dar, Anfälle von Selbstzweifel dagegen das Selbstbildnis (In Innerer Unruhe) von 1920, beide „völlig unheroisch unter Aufbietung der schönsten Farbenpracht ins Bild gesetzt.“

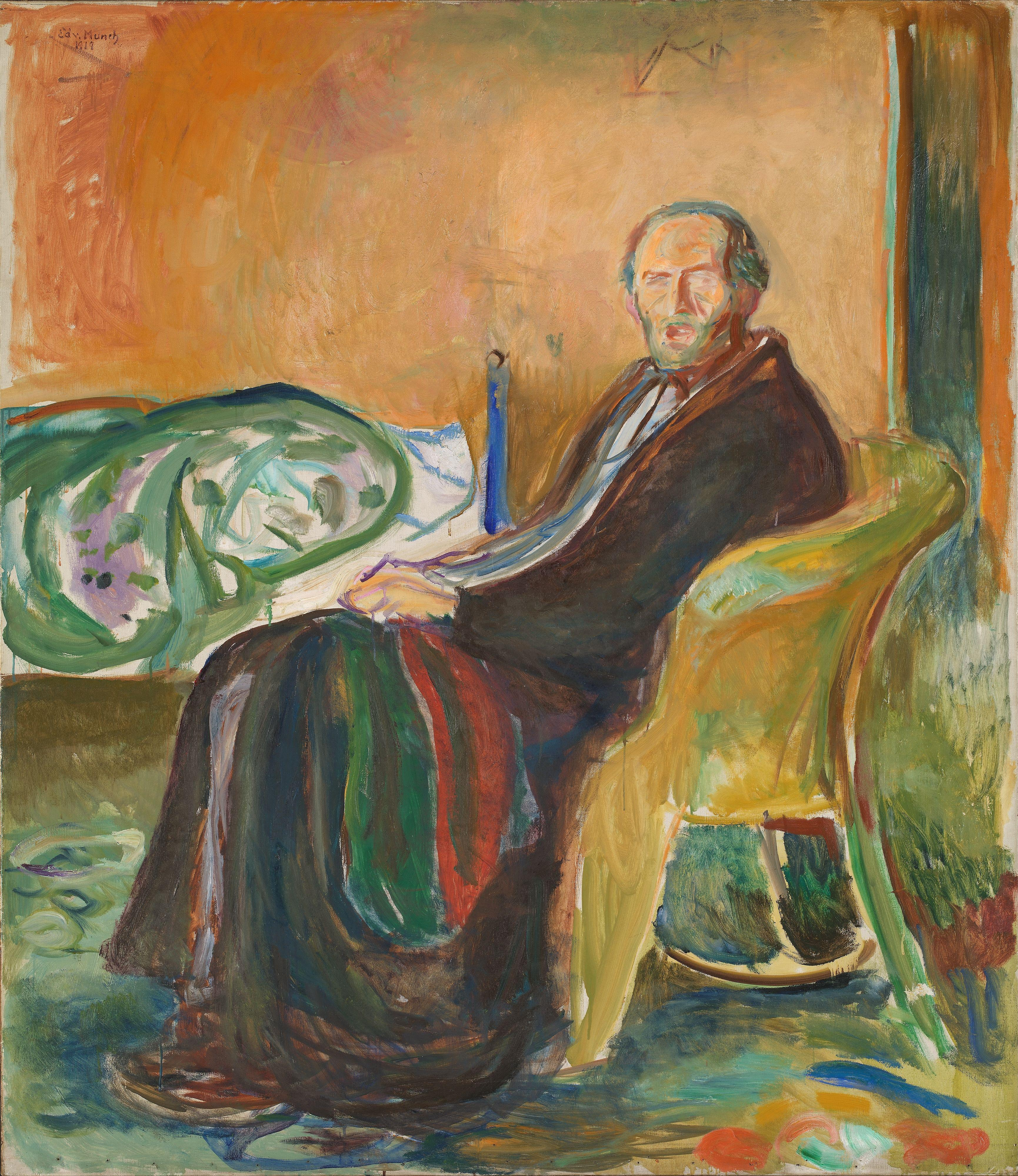
Selbstbildnis mit Spanischer Grippe (1919), Öl auf Leinwand, 150 × 131 cm, Norwegische Nationalgalerie Oslo
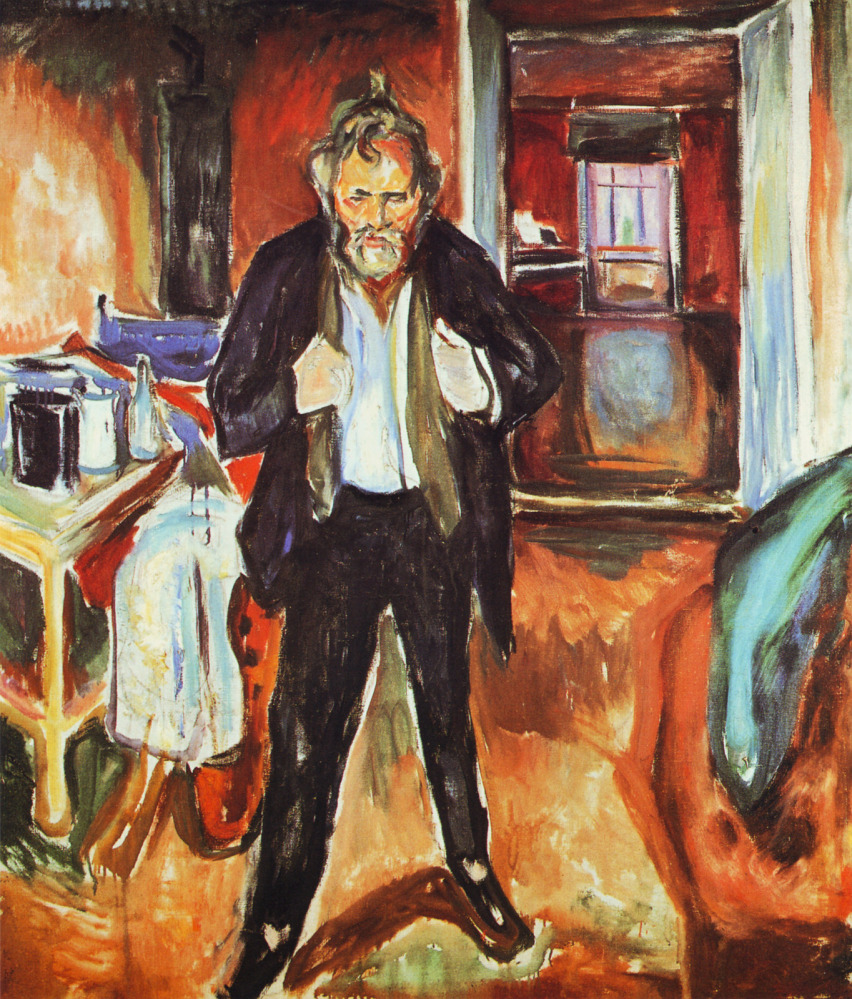
Selbstbildnis (In Innerer Unruhe) (1920), Öl auf Leinwand, 150 × 129 cm, Munch-Museum Oslo

In seinem letzten Lebensjahrzehnt kreisen Munchs Selbstbildnisse vor allem um die Begegnung mit dem Tod. Laut Hans Dieter Huber stellen die Bilder „ein Zwiegespräch mit dem Tod“ dar, in dem der Betrachter selbst die Rolle des Todes einnimmt, den Maler beobachtet und von diesem beobachtet wird. Dabei ist es laut Matthias Arnold vor allem das Selbstbildnis zwischen Uhr und Bett, das „ein ergreifendes Zeugnis für Munchs Lebenssituation an der Schwelle des Todes“ ablegt. Ein zweites Hauptwerk der späten Schaffensphase ist für Bischoff das um 1940 entstandene Selbstbildnis am Fenster, in dem die eisige Natur ins Zimmer des Malers mit gerötetem Kopf eindringt. Vor allem die Gegensätze von vertikalen und horizontalen Linien drücken die Konfrontation von Leben und Tod aus. In Selbstbildnis (1940–43) wirkt Munchs gestreifter Pullover wie ein Skelett, sein Körper scheint bereits in der Auflösung begriffen. In der Gouache Selbstbildnis. Viertel nach zwei Uhr nachts (1940–43) sitzt er schlaflos, hochgeschrocken im selben Lehnstuhl, in dem einst seine Schwester Sophie verstorben war. Munchs letztes Gemälde nach dem Catalogue raisonné von Gerd Woll (siehe die Liste der Gemälde von Edvard Munch) ist Selbstbildnis mit Pastellstift (1943), in dem Arne Eggum eine offen zur Schau gestellte Hilflosigkeit und Resignation erkennt.

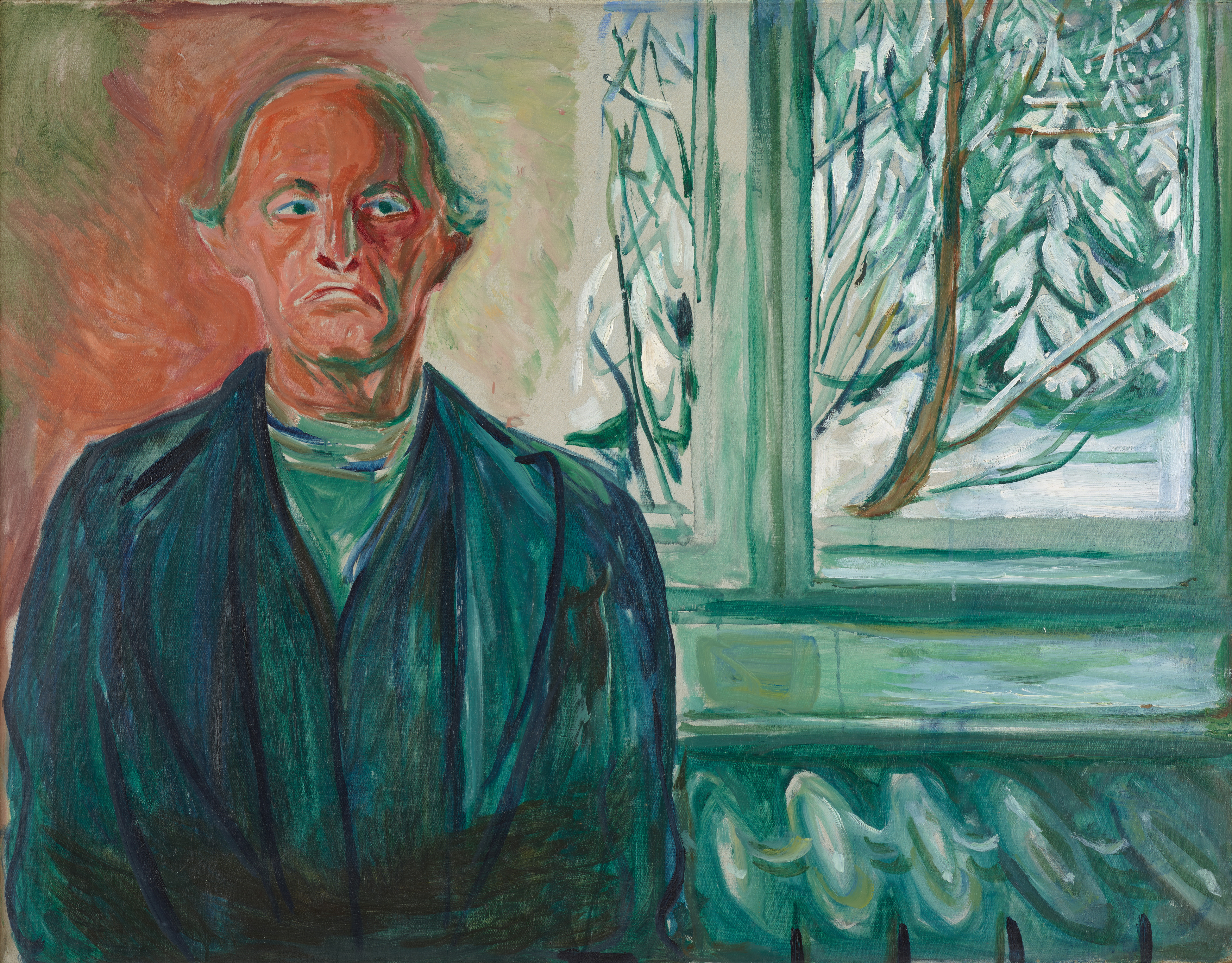
Selbstbildnis am Fenster (1940), Öl auf Leinwand, 84 × 107,5 cm, Munch-Museum Oslo
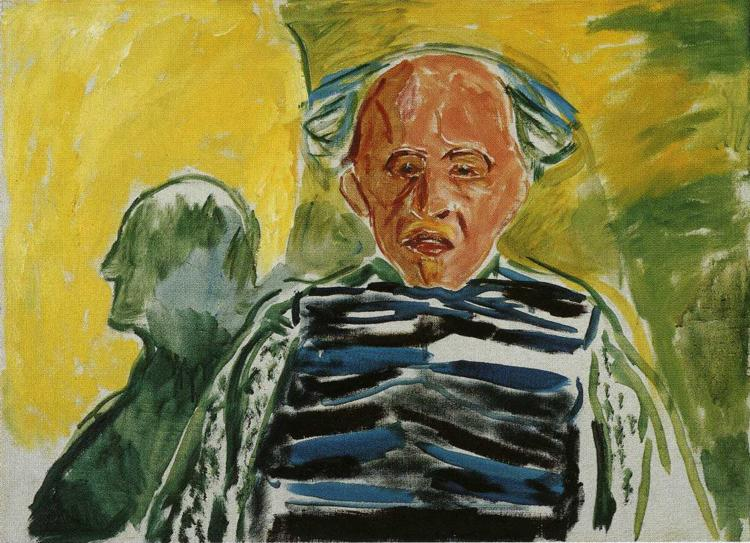
Selbstbildnis (1940–43), Öl auf Leinwand, 57,5 × 78,5 cm, Munch-Museum Oslo
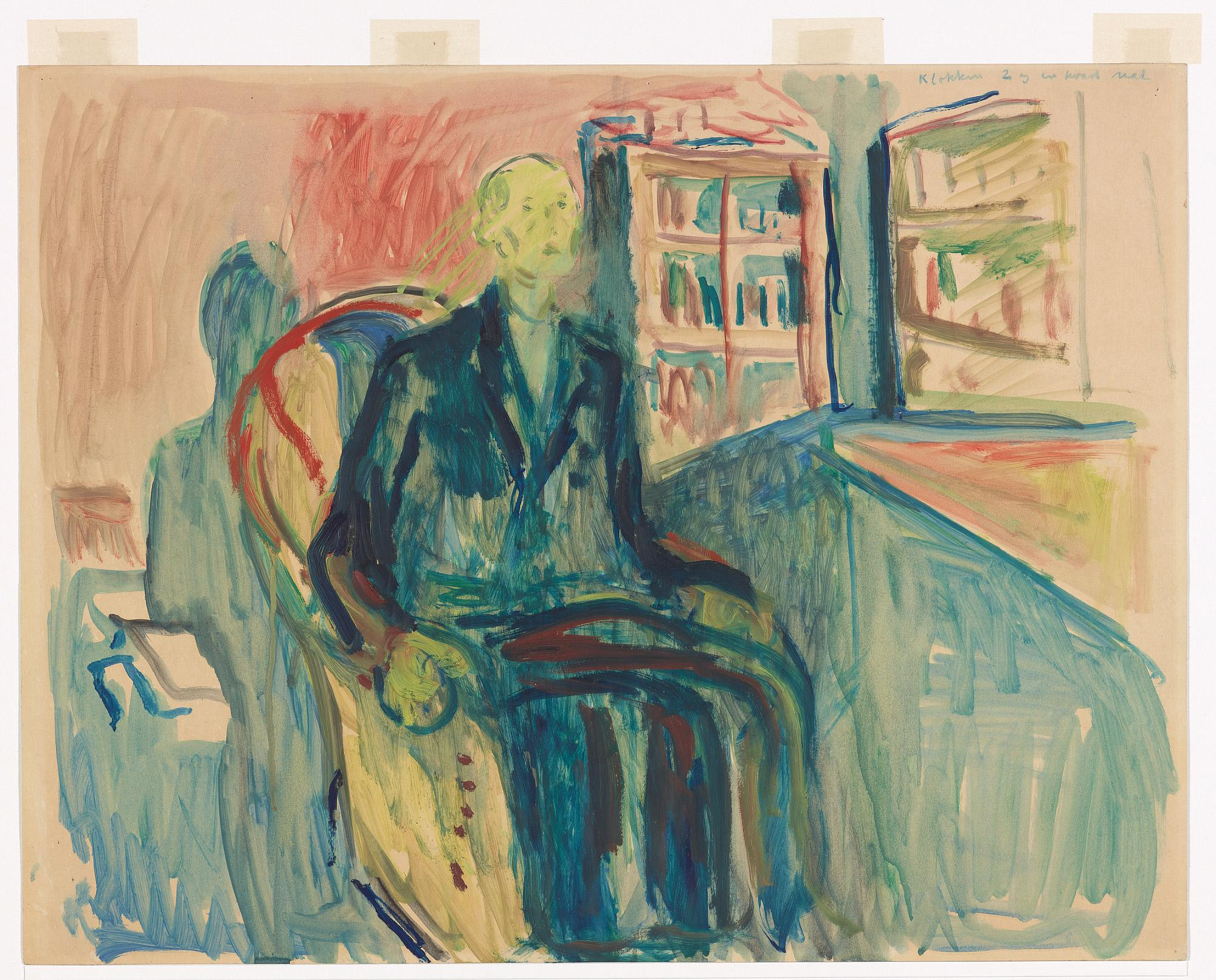
Selbstbildnis. Viertel nach zwei Uhr nachts (1940–43), Aquarell und Guache auf Papier, 30,2 × 50,0 cm, Munch-Museum Oslo
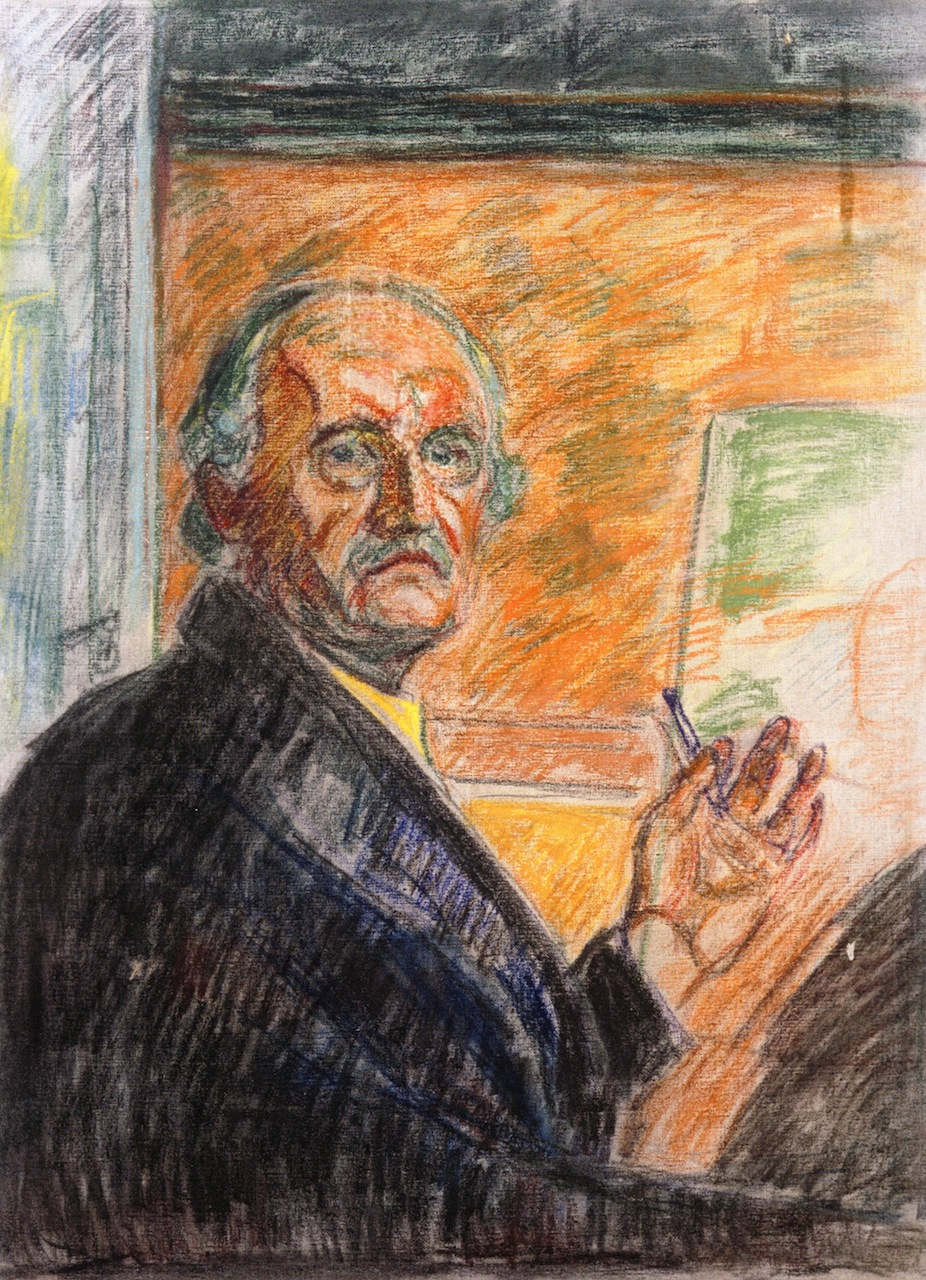
Selbstbildnis mit Pastellstift (1943), Pastellkreide auf Leinwand, 80 × 60 cm, Munch-Museum Oslo